# Эверт, Наталия Владимировна
Наталия Владимировна Эверт (24 июля 1947, Калинин, РСФСР, СССР — 25 сентября 2016, Тверь, Российская Федерация) — советский и российский художник-дизайнер, заслуженный художник Российской Федерации (2006) .

## Биография
С 1969 по 1971 г. училась в Высшем художественно-промышленном училище им. В. И. Мухиной, на отделение художественного стекла и керамики. В 1975 г. окончила Высшую художественно-промышленную школу в Праге (отделение художественного стеклоделия, мастерская профессора Станислава Либенского).
После кратковременной работы на заводе технического стекла в Саратове, поступила в лабораторию известного завода художественного стекла «Красный май» и возвратилась в Тверь.
С 1980 г. — член Союза художников РСФСР, с 1997 г. — член Союза дизайнеров России.
Участник художественных выставок с 1975 г.: областных, зональных, республиканских, российских и международных (Чехия, США, Германия и др.), 11 персональных выставок.
С 1997 г. председатель Тверского регионального отделения Общероссийской общественной организации «Союз Дизайнеров России». С 2007 года член Президиума Совета председателей ООО «СДР».
Преподавала в Тверском художественном колледже им. А. Г. Венецианова.
Похоронена на Дмитрово-Черкасском кладбище Твери.

## Награды и звания
Заслуженный художник России (2006).